# Христина Поплавська
Христина Поплавська (24 липня 1972) — радянська академічна веслувальниця.
Бронзова призерка Олімпійських Ігор 2000 року в складі парної двійки, учасниця 1992 року.